# Återskapande av vikingatiden
Intresset för den nordiska vikingatiden har varit stort alltsedan 1800-talets nationalromantik. Fynden av vikingaskeppen i Roskilde i Danmark på 1960-talet skapade en ökad vurm för att rekonstruera och bygga fullskaliga skepp efter original från perioden. I Danmark uppstod under 1970-talet mängder med försökscentra vilka innefattade uppförandet av forntidshus, ofta vikingahus. Också i Norge och Sverige har denna trend kommit att växa under slutet av 1900-talet. 

## Skepp

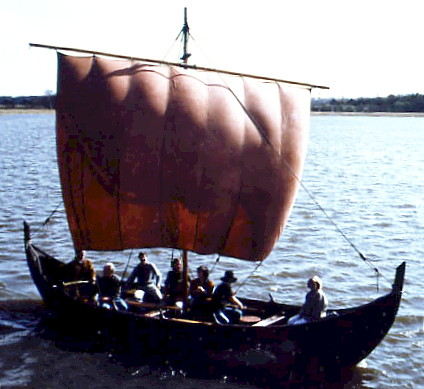
Aifur på Mälaren, 1994.

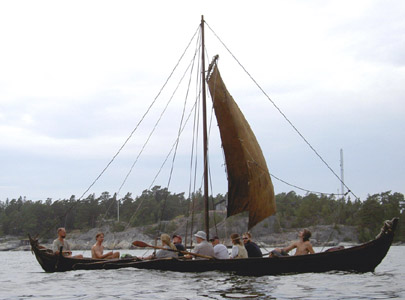
Himingläva.

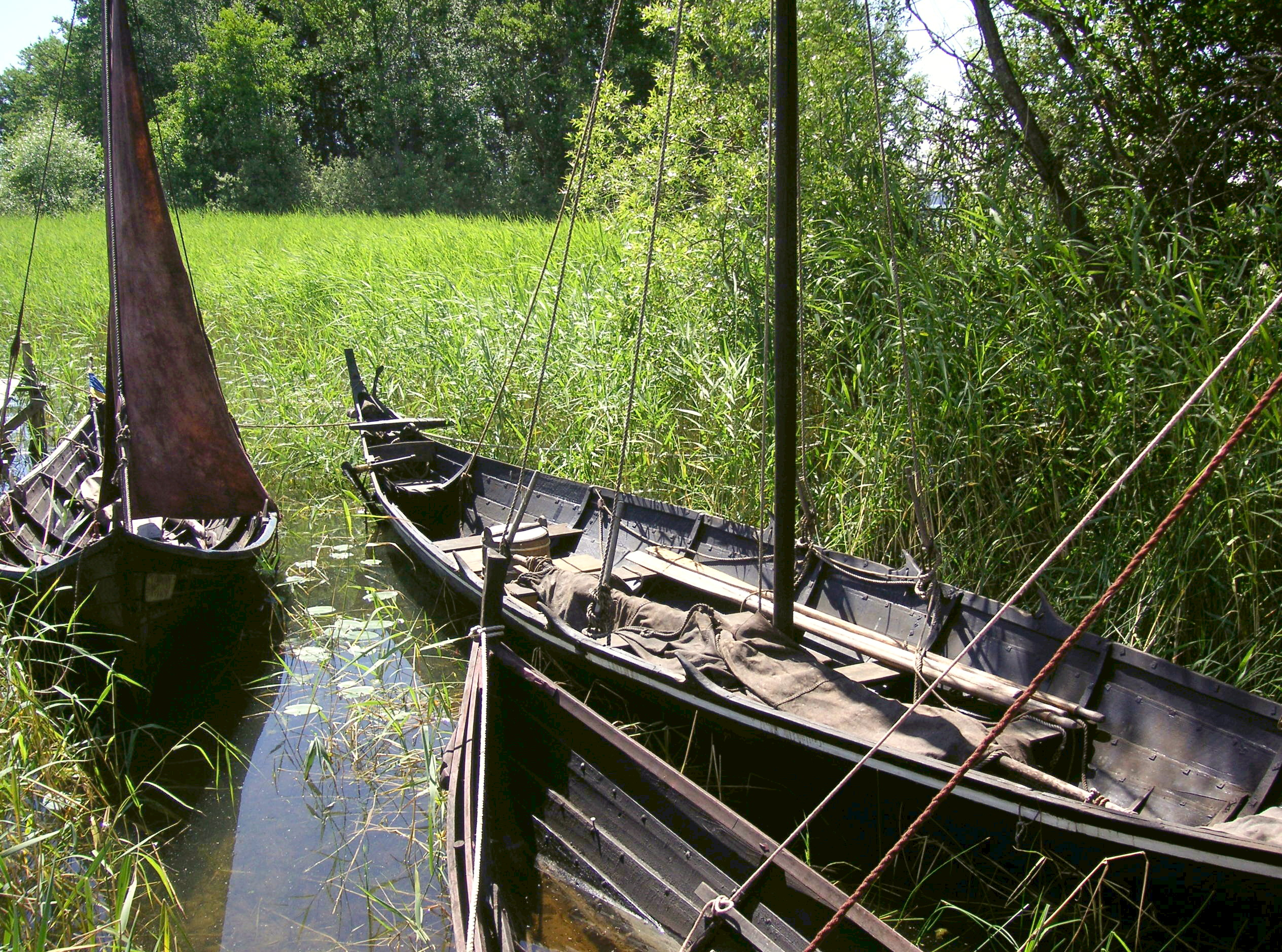
Birka, rekonstruerade vikingabåtar.

- 1892: Viking med förebild i Gokstadsskeppet. Byggd i Sandefjord, Norge.[1]
- 1912: Viking Plym med förebild i Gokstadsskeppet. Byggd i Stockholm.[2]
- 1949: Ormen Friske med förebild i Gokstadsskeppet. Byggd i Stockholm. Totalförlist utanför Helgoland 1950.[3]
- 1963: Imme Gram med förebild i Ladbyskibet. Förlist utanför Lyö 2009.[4]
- 1980: Krampmacken med förebild från Bulverksbåten, Tingstäde träsk, Gotland.
- 1984: Roar Ege med förebild i "Skuldelev 3". Byggd i Roskilde, Danmark.
- 1986: Arnljot med förebild i "Valsgärde 14". Byggd i Gällö, Jämtland.
- 1990: Nöiriven med förebild från "Krampmacken". Byggt på Gotland.
- 1992 ca: Samorgon med förebild från knarrtypen. Byggt på Gotland.
- 1992: Helge Ask med förebild i "Skuldelev 5". Byggd i Roskilde, Danmark.
- 1992: Aifur med förebild från "Krampmacken" och "Valsgårde 7" i Uppland. Byggt i Gammelgarn, Gotland.
- 1994: Thor Viking med förebild i ”Krampmacken”. Byggd i Arvika, Värmland.
- 1994: Blaufurill delvis med förebild i Gokstadsskeppet. Byggd i Hamburgsund, Bohuslän.
- 1994: Vidfamne med förebild i Äskekärrsskeppet. Byggd i Göteborg.[5]
- 1995: Bjork. Byggt på Sollerön, Dalarna.
- 1995: Sigrid Storråda med förebild i Gokstadsskeppet. Byggd i Lidköping, Västergötland.
- 1996: Starkodder med förebild i Foteviksskeppet. Byggd i Göteborg.[5]
- 1996: Anund (omdöpt till Hräsvelg) med förebild från vikingatida knarr. Byggd i Västerås, Västmanland.
- 1997: Langsvaige. Förebild i "Krampmacken". Byggt på Gotland.
- 1997: Krauna med förebild i Viksbåten från Uppland. Byggd i Oskarshamn, Småland.
- 1997: Erik Emune med förebild i Fotevikesskeppet. Byggd på Fotevikens Museum, Skåne.
- 1997: Embla med förebild från båten i grav 3, Prästgården, Gamla Uppsala, Uppland. Byggd i Ensta, Gamla Uppsala, Uppland.
- 1997: Tälja med förebild i Viksbåten från Uppland. Byggd i Norrtälje, Uppland.[6]
- 1997: Hrafn, nu på Norderön i Jämtland. Ursprungligen byggt i Norge till Trondheims 1000-årsjubileum.[7]
- 1998: Lapuriskeppet med förebild i det finska Lapurivraket. Byggd på Fotevikens Museum, Skåne.
- 1998: Kraka Fyr med förebild i "Skuldelev 6". Byggd i Roskilde, Danmark.
- 1998: Skidbladner med förebild i Gokstadsskeppet. Byggd i Årsta, Stockholm.
- 1998: Ottar med förebild i Årbybåten. Byggd i Uppland.
- 1998: Glad av Gillberga med förebild i Roskildeskeppet Skuldelev 5. Byggd i Nysäter, Värmland.
- 1998: Nöjd. Mindre båt byggd i Nysäter, Värmland.
- 1999: Unn med förebild delvis från Foteviksskeppet. Byggd i Kristianstad, Skåne.
- 2000: Smia med Tunabåten som förebild från båtgrav 75, Tuna i Badelunda, Västmanland. Båten byggd i Gunilla Larssons forskningsprojekt vid Södertörns Högskola, Stockholms län.
- 2000: Ottar med förebild i "Skuldelev i". Byggd i Roskilde, Danmark.
- 2001: Stefnir Byggd med Valsgärde 14 som förebild i Ensta utanför Uppsala av Skilfingarna'[8]
- 2001: Himingläva – förebild är sexäringen från Gokstadsfyndet. Byggd i Sverige.[9]
- 2001: Tvekamp av Elbogen (omdöpt till Roter Teufel)– förebild är en kogg funnen utanför Skanör. Byggd i Malmö.
- 2003: Enighet av Elbogen (omdöpt till Almerekoggen)– förebild är en kogg funnen i Almere, Holland. Byggd i Malmö.
- 2004: Havhingsten fra Glendalough med förebild i "Skuldelev 2". Byggd i Roskilde, Danmark.
- 2009: Åsa med förebild i Osebergsskeppet. Byggd i Riga, Lettland.

## Bebyggelsemiljöer
- 1976: Stavgard, Gotland[10]
- 1978: Eketorps borg, Öland[11]

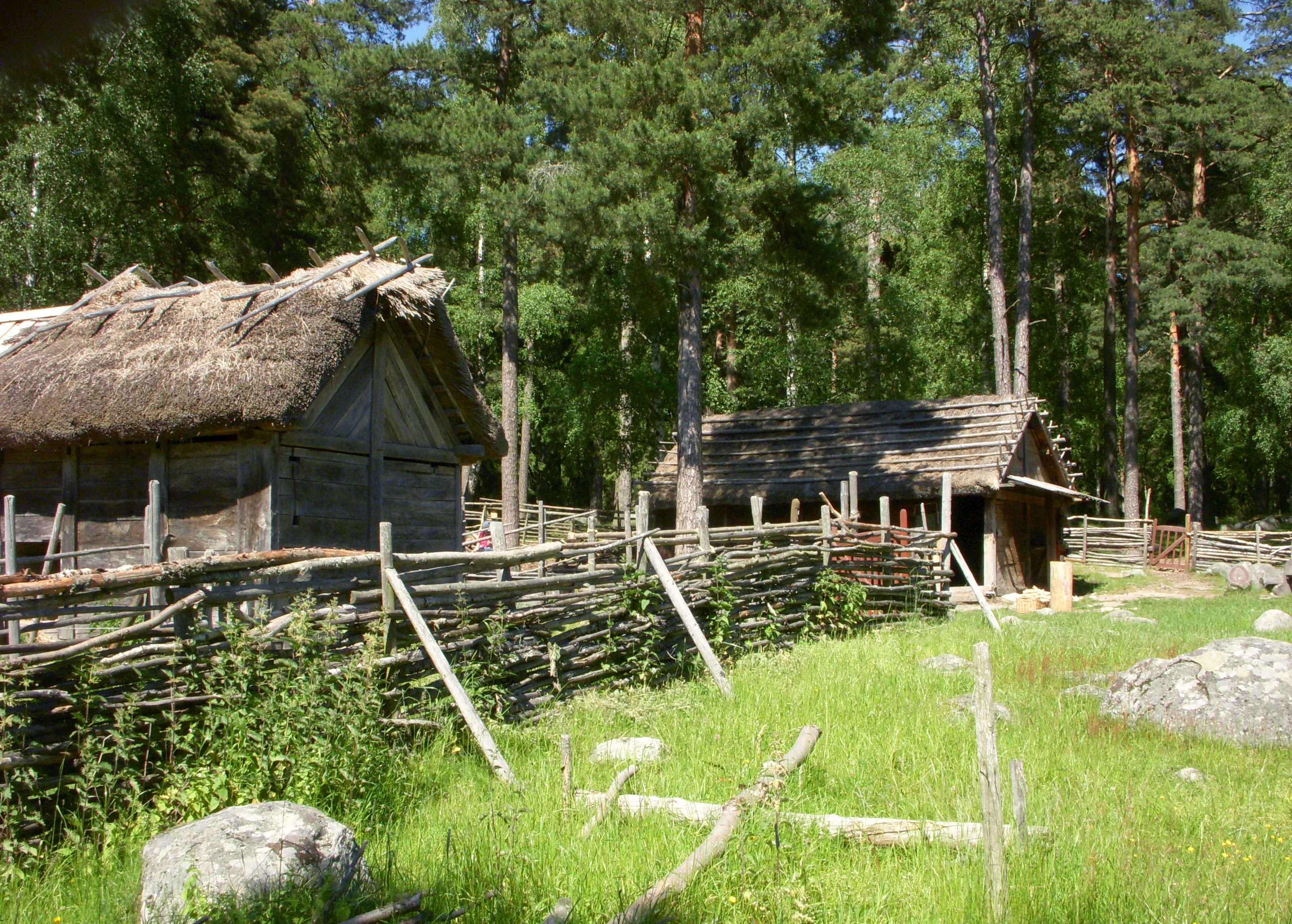
Vikingagården Gunnes gård.

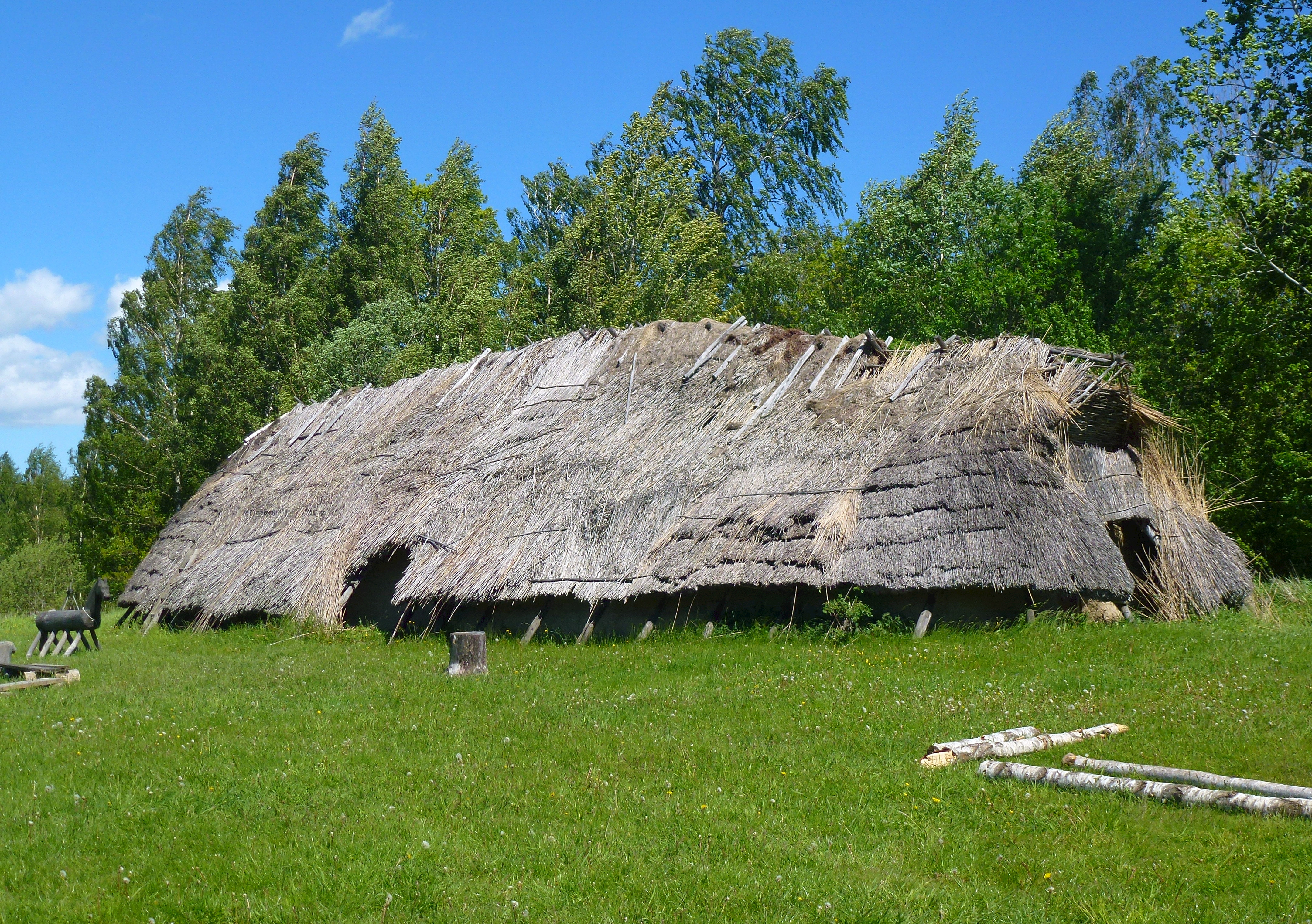
Järnåldershuset Körunda.

- 1987: Vikingabyn i Hög, Skåne (nedlagd 1999).
- 1988: Båthuset i Gällö. Båthus till vikingaskeppet "Arnljot".
- 1988: Gunnes gård, Upplands Väsby, Uppland[12]
- 1990: Vikingabyn Tofta, Gotland[13]
- 1991: Gene fornby vid Örnsköldsvik, Ångermanland[14]
- 1994: Trelleborgen i Trelleborg, Skåne[15]
- 1995: Fotevikens vikingastad, Skåne
- 1996: Årsunda Viking, Gästrikland[16]
- 1996: Bäckedals folkhögskola, Jämtland[17]
- 1996: Vikingabyn Storholmen, Uppland[18]
- 1997: Hornbore by, Bohuslän
- 1997: Vikingagården vid Kvilleken,  Småland.
- 1998: Norderön i Storsjön, Jämtland[19]
- 1998: Järnåldershuset Körunda, Ösmo, Nynäshamns kommun, Södermanland[20]
- 1999: Skäftekärr, Öland[21]
- 2000: Vikingatider, Skåne[22]
- 2001: Ale vikingagård, Bohuslän
- 2006: Vikingahus på Birka, Ekerö kommun, Stockholms län[23]
- 2007: Värmlands vikingacenter, Värmland[24]
- 2013 ca: Långhus på Adelsö, Ekerö kommun, Stockholms län.

## Stridskonst
Det finns ett flertal grupper och föreningar vars medlemmar ägnar sig åt återskapande av den vikingatida stridskonsten, men för att få en helhetsbild ägnar de sig också åt hantverk av olika slag och tillverkar tidsenliga kläder och annan utrustning. En av de äldsta grupperna av denna typ är Elvegrimarne i Göteborg.